# Incêndios florestais no Oregon em 2022

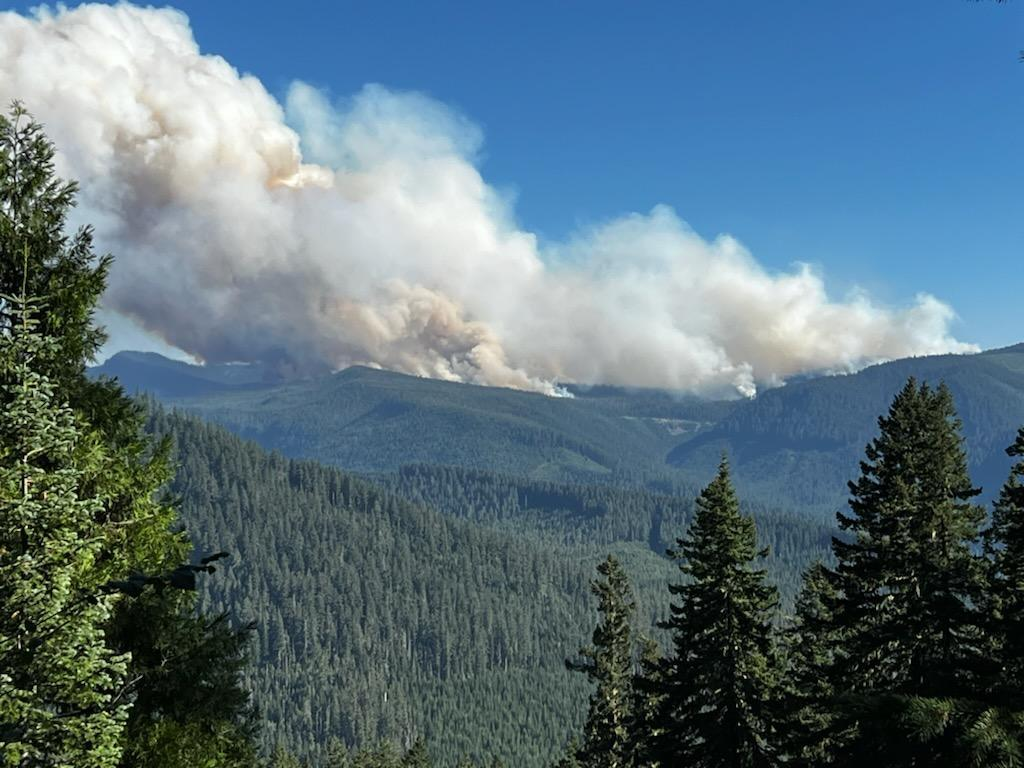
Nuvem Pyrocumulus criada pelo Cedar Creek Fire em Oregon

A temporada de incêndios florestais de 2022 no Oregon é uma série contínua de incêndios florestais no estado americano de Oregon.
em 16 de agosto de 2022, 418 incêndios foram relatados em todo o Oregon. no incêndio do Big Swamp, um bombeiro morreu após ser atingido por uma árvore.